# Hệ số suy giảm
Hệ số suy giảm chủ yếu là để mô tả đặc điểm của sự dễ dàng mà một thể tích vật liệu có thể bị thâm nhập bởi một chùm ánh sáng, âm thanh, hoặc bởi một chùm của các hạt, năng lượng, hay của vật chất khác. Nói cách khác, hệ số suy giảm mà càng lớn, khi chùm đó xuyên qua một môi trường nào đó, thì chùm càng bị suy giảm nhiều đi. Nhưng nếu hệ số suy giảm là một số nhỏ thì có thể nói rằng môi trường đó không có ảnh hưởng gì hết đến sự mất mát của chùm. Đơn vị dẫn xuất SI của hệ số suy giảm là số đảo của mét (m−1).